# Équation de Prony
Pour les articles homonymes, voir Prony.
L'équation de Prony, utilisée en hydraulique, permet de calculer la perte de charge due à la friction dans une conduite.
C'est une équation empirique développée par Gaspard de Prony au XIXe siècle :
{\displaystyle h_{f}={\frac {L}{D}}(aV+bV^{2})}
où hf représente la perte de charge due à la friction, calculée à partir du rapport de la longueur de la conduite sur son diamètre L/D, la vitesse du flux  V, et deux facteurs empiriques a et b tenant compte de la friction.
Cette équation est aujourd'hui supplantée par l'équation de Darcy-Weisbach.